# Revelation (98 Degrees)
Revelation è il terzo album in studio del gruppo musicale statunitense 98 Degrees, pubblicato nel 2000.

## Tracce
1. Give Me Just One Night (Una Noche) – 3:24
2. The Way You Want Me To – 3:29
3. Stay The Night – 3:52
4. Yesterday's Letter – 4:21
5. He'll Never Be... (What I Used To Be To You) – 4:13
6. I'll Give It All (Interlude) – 0:39
7. My Everything – 3:51
8. You Should Be Mine – 3:21
9. You Don't Know – 4:13
10. Dizzy – 3:16
11. The Way You Do – 4:05
12. Always You And I – 3:52
13. Never Giving Up – 3:59

## Formazione
- Justin Jeffre
- Drew Lachey
- Nick Lachey
- Jeff Timmons